# Maria Magdalena Mielnik
Artykuł ten został zgłoszony do umieszczenia na stronie głównej w rubryce „Czy wiesz”.
Pomóż nam go sprawdzić: oceń zgłoszoną nominację.
Maria Magdalena Mielnik (ur. 10 maja 1995) – polska karateczka. Posiada 3 Dan w karate tradycyjnym. Wielokrotnie zdobywała medale na mistrzostwach świata, Europy i Polski.  

## Życiorys

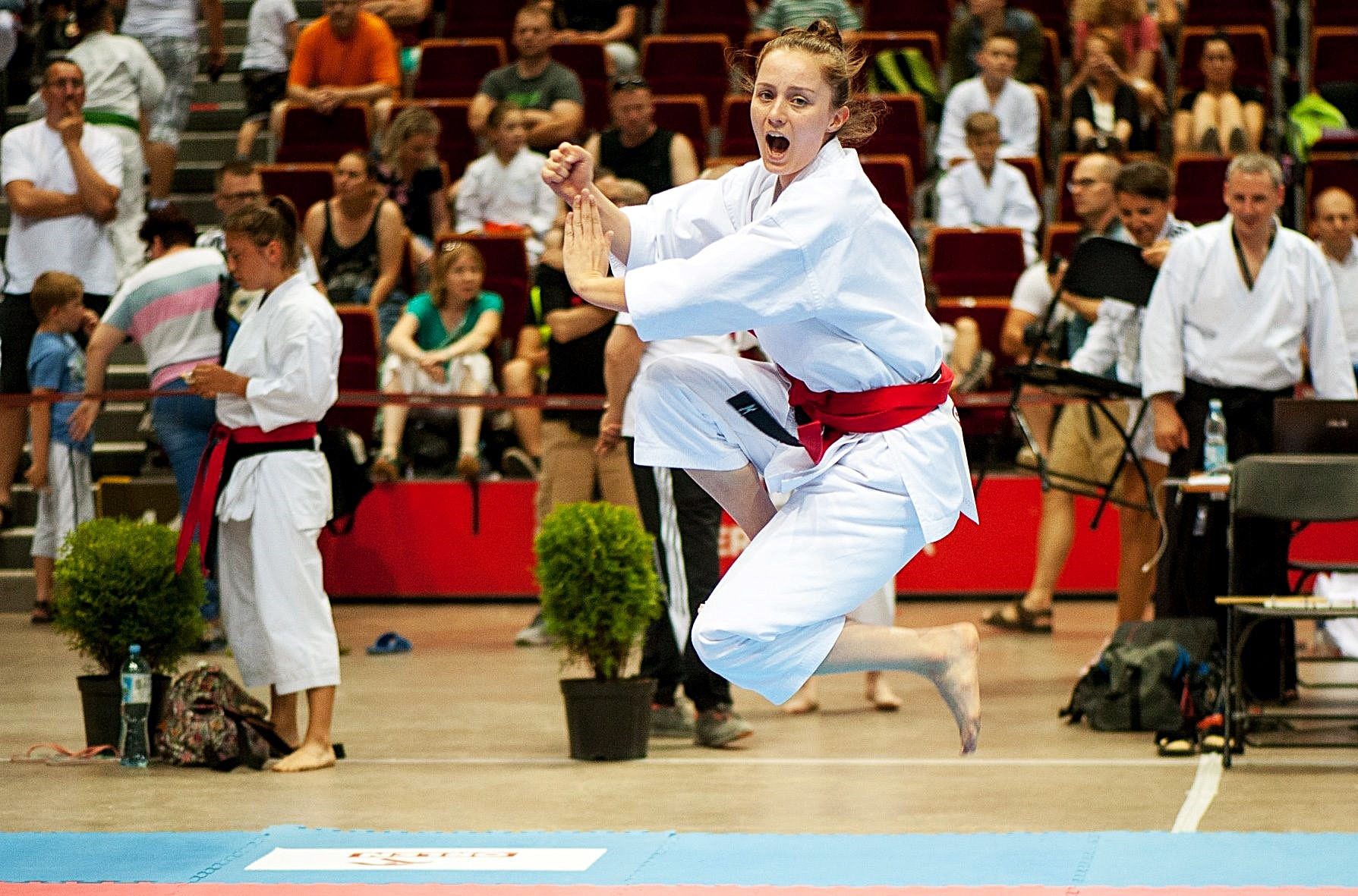
Maria Magdalena Mielnik podczas Mistrzostw Europy w Rimini (2023)

Mimo że jako dziecko wolała taniec, za namową rodziców zapisała się na zajęcia karate. Jeszcze jako uczennica podstawówki uczęszczała na treningi w rodzinnej Nowej Karczmie. Od 2004 trenuje karate.
Po raz pierwszy w mistrzostwach Polski wzięła udział w 2009 roku, jednak pierwszy medal, srebrny, zdobyła dopiero rok później, w 2010 r. w Bydgoszczy, w kategorii juniora młodszego, w konkurencji: fuku-go. W maju 2011 zajęła II miejsce w plebiscycie Polska Press na Najpopularniejszego Sportowca Powiatu Kościerskiego za 2010 rok.
W 2011 roku została członkinią polskiej kadry narodowej. W 2013 roku zadebiutowała w kategorii senior podczas Silesia Cup 2013, gdyż organizator nie przewidział kategorii młodzieżowiec. 
W 2014 roku ukończyła VII Liceum Sportowe im. Józefa Wybickiego w Gdyni. Rozpoczęła studia polonistyczne na Uniwersytecie Jagiellońskim, w związku z czym przeprowadziła się do Krakowa i zapisała do Krakowskiego Klubu Karate Tradycyjnego.
Łącznie wywalczyła 32 medale mistrzostw Polski oraz 13 medali Mistrzostw Świata. Szkoliła się i rywalizowała z japońskimi mistrzami na wyspie Okinawa, gdzie powstało karate. Treningi prowadzili m.in. Morio Higaonna, Masannobu Sakugawa i Minoru Higa. Zwieńczeniem jej kariery był występ na Mistrzostwach Świata w Karate Tradycyjnym w Cambrils, gdzie zdobyła 3 złote i 2 brązowe medale, osiągając najlepszy wynik ze wszystkich zawodników startujących w mistrzostwach w kategorii seniorów.

## Osiągnięcia

### Mistrzostwa świata
| Rok  | Zawody                                     | Miasto       | Kategoria                                      | Miejsce | Przypis |
| ---- | ------------------------------------------ | ------------ | ---------------------------------------------- | ------- | ------- |
| 2012 | ITKF Traditional Karate World Championship | Łódź         | Kata kobiet (junior)                           | srebro  | [ 14 ]  |
| 2012 | ITKF Traditional Karate World Championship | Łódź         | Kata drużynowe kobiet (junior)                 | złoto   | [ 14 ]  |
| 2017 | VII Mistrzostwa Świata w Karate Fudokan    | Kluż-Napoka  | Kumite kobiet (senior)                         | brąz    | [ 15 ]  |
| 2018 | VIII Mistrzostwa Świata w Karate Fudokan   | Sindelfingen | Kumite drużynowe kobiet                        | złoto   | [ 16 ]  |
| 2018 | VIII Mistrzostwa Świata w Karate Fudokan   | Sindelfingen | En-bu kobieta/mężczyzna                        | brąz    | [ 16 ]  |
| 2022 | World Traditional Karatego Championships   | Lublin       | Fuku-go kobiet (senior)                        | brąz    | [ 17 ]  |
| 2022 | World Traditional Karatego Championships   | Lublin       | Kata drużynowe kobiet (młodzieżowiec/senior)   | złoto   | [ 17 ]  |
| 2022 | World Traditional Karatego Championships   | Lublin       | Kumite drużynowe kobiet (młodzieżowiec/senior) | złoto   | [ 17 ]  |
| 2024 | World Traditional Karatego Championships   | Cambrils     | Fuku-go kobiet (senior)                        | brąz    | [ 18 ]  |
| 2024 | World Traditional Karatego Championships   | Cambrils     | Kata kobiet (senior)                           | złoto   | [ 18 ]  |
| 2024 | World Traditional Karatego Championships   | Cambrils     | Kumite kobiet (senior)                         | brąz    | [ 18 ]  |
| 2024 | World Traditional Karatego Championships   | Cambrils     | Kata drużynowe kobiet (młodzieżowiec/senior)   | złoto   | [ 18 ]  |
| 2024 | World Traditional Karatego Championships   | Cambrils     | Kumite drużynowe kobiet (młodzieżowiec/senior) | złoto   | [ 18 ]  |

### Mistrzostwa Europy
| Rok  | Zawody                                                     | Miasto     | Kategoria                                      | Miejsce | Przypis |
| ---- | ---------------------------------------------------------- | ---------- | ---------------------------------------------- | ------- | ------- |
| 2011 | 30th European Traditional Karate Championship              | Jerozolima | En-bu kobieta/mężczyzna (junior)               | srebro  | [ 19 ]  |
| 2016 | XXIII Mistrzostwa Europy Karate Fudokan                    | Kraków     | Kumite kobiet (młodzieżowiec)                  | srebro  | [ 20 ]  |
| 2016 | XXIII Mistrzostwa Europy Karate Fudokan                    | Kraków     | Kata drużynowe kobiet (młodzieżowiec)          | złoto   | [ 20 ]  |
| 2017 | Otwarte Klubowe Mistrzostwa Europy w Tradycyjnym Karate-Do | Lublin     | Kumite drużynowe kobiet (senior)               | srebro  | [ 21 ]  |
| 2021 | WTKF European Championship Traditional Karate              | Katowice   | Kumite kobiet (senior)                         | brąz    | [ 22 ]  |
| 2021 | WTKF European Championship Traditional Karate              | Katowice   | Kata drużynowe kobiet (młodzieżowiec/senior)   | złoto   | [ 22 ]  |
| 2021 | WTKF European Championship Traditional Karate              | Katowice   | Kumite drużynowe kobiet                        | brąz    | [ 22 ]  |
| 2023 | WTKU European Traditional Karate Championships             | Rimini     | Kumite kobiet (senior)                         | srebro  | [ 23 ]  |
| 2023 | WTKU European Traditional Karate Championships             | Rimini     | Kata drużynowe kobiet (młodzieżowiec/senior)   | złoto   | [ 23 ]  |
| 2023 | WTKU European Traditional Karate Championships             | Rimini     | Kumite drużynowe kobiet (młodzieżowiec/senior) | złoto   | [ 23 ]  |

### Mistrzostwa Polski
Łącznie zdobyła 32 medale mistrzostw Polski. Po raz pierwszy wystartowała w Mistrzostwach Polski w 2009 roku, po raz ostatni w 2024. Od 2010, oprócz 2015, co roku na zawodach zdobywała medal. Szczegółowe zestawienie w poniższej tabeli.
W 2024 roku zanotowała swój najlepszy w historii występ na Mistrzostwach Polski w karate tradycyjnym, na których wywalczyła 4 złote medale i jeden brązowy.
| Rok  | Zawody | Miasto       | Kategoria                                      | Miejsce | Przypis |
| ---- | ------ | ------------ | ---------------------------------------------- | ------- | ------- |
| 2010 | XXI    | Bydgoszcz    | Fuku-go dziewcząt                              | srebro  | [ 4 ]   |
| 2011 | XXII   | Wrocław      | Fuku-go kobiet (junior)                        | brąz    | [ 26 ]  |
| 2012 | XXIII  | Biłgoraj     | Kata indywidualne kobiet (junior)              | srebro  | [ 27 ]  |
| 2013 | XXIV   | Warszawa     | Ko-go kumite kobiet (młodzieżowiec)            | brąz    | [ 28 ]  |
| 2014 | XXV    | Gdańsk       | Ko-go kumite kobiet (młodzieżowiec)            | srebro  | [ 29 ]  |
| 2016 | XXVII  | Sopot        | En-bu kobieta/mężczyzna (młodzieżowiec/senior) | srebro  | [ 30 ]  |
| 2017 | XXVIII | Zamość       | Kumite drużynowe kobiet (młodzieżowiec/senior) | brąz    | [ 31 ]  |
| 2018 | XXIX   | Opole        | En-bu kobieta/mężczyzna (młodzieżowiec/senior) | brąz    | [ 32 ]  |
| 2018 | XXIX   | Opole        | Kumite drużynowe kobiet (młodzieżowiec/senior) | srebro  | [ 32 ]  |
| 2019 | XXX    | Lublin       | Fuku-go kobiet (senior)                        | brąz    | [ 33 ]  |
| 2019 | XXX    | Lublin       | En-bu kobieta/mężczyzna (młodzieżowiec/senior) | srebro  | [ 33 ]  |
| 2019 | XXX    | Lublin       | Kumite drużynowe kobiet (młodzieżowiec/senior) | złoto   | [ 33 ]  |
| 2020 | XXXI   | Włocławek    | Fuku-go kobiet (senior)                        | brąz    | [ 34 ]  |
| 2020 | XXXI   | Włocławek    | Kata drużynowe kobiet (młodzieżowiec/senior)   | złoto   | [ 34 ]  |
| 2020 | XXXI   | Włocławek    | Kumite drużynowe kobiet (młodzieżowiec/senior) | złoto   | [ 34 ]  |
| 2021 | XXXII  | Warszawa     | Fuku-go kobiet (senior)                        | brąz    | [ 35 ]  |
| 2021 | XXXII  | Warszawa     | Kumite kobiet (senior)                         | brąz    | [ 35 ]  |
| 2021 | XXXII  | Warszawa     | Kata drużynowe kobiet (młodzieżowiec/senior)   | złoto   | [ 35 ]  |
| 2021 | XXXII  | Warszawa     | Kumite drużynowe kobiet (młodzieżowiec/senior) | złoto   | [ 35 ]  |
| 2022 | XXXIII | Zielona Góra | Fuku-go kobiet (senior)                        | złoto   | [ 36 ]  |
| 2022 | XXXIII | Zielona Góra | Kata kobiet (senior)                           | srebro  | [ 36 ]  |
| 2022 | XXXIII | Zielona Góra | Kata drużynowe kobiet (młodzieżowiec/senior)   | złoto   | [ 36 ]  |
| 2022 | XXXIII | Zielona Góra | Kumite drużynowe kobiet (młodzieżowiec/senior) | złoto   | [ 36 ]  |
| 2023 | XXXIV  | Lublin       | Kumite indywidualne kobiet (senior)            | srebro  | [ 37 ]  |
| 2023 | XXXIV  | Lublin       | Fuku-go kobiet (senior)                        | srebro  | [ 37 ]  |
| 2023 | XXXIV  | Lublin       | Kumite drużynowe kobiet (młodzieżowiec/senior) | złoto   | [ 37 ]  |
| 2023 | XXXIV  | Lublin       | Kata drużynowe kobiet (młodzieżowiec/senior)   | złoto   | [ 37 ]  |
| 2024 | XXXV   | Puławy       | Fuku-go kobiet (senior)                        | złoto   | [ 38 ]  |
| 2024 | XXXV   | Puławy       | Kata kobiet (senior)                           | złoto   | [ 38 ]  |
| 2024 | XXXV   | Puławy       | Kumite kobiet (senior)                         | brąz    | [ 38 ]  |
| 2024 | XXXV   | Puławy       | Kata drużynowe kobiet (młodzieżowiec/senior)   | złoto   | [ 38 ]  |
| 2024 | XXXV   | Puławy       | Kumite drużynowe kobiet (młodzieżowiec/senior) | złoto   | [ 38 ]  |

### Tytuły, wyróżnienia
- II miejsce w plebiscycie Polska Press na Najpopularniejszego Sportowca Powiatu Kościerskiego za 2010 rok (2011)[5]
- Nagroda starosty kościerskiego „Serce Kaszub” w kategorii sport (2013)[39], (2015)[40]
- Najlepsza zawodniczka roku w kategorii wiekowej senior Polskiego Związku Karate Tradycyjnego (2024)[41].

Za osiągnięcia sportowe wielokrotnie nagradzana nagrodami władz samorządowych, nagrodami starosty kościerskiego dla najlepszych sportowców, Rady Miasta Kościerzyna i wójta gminy Nowa Karczma.